# Chip (rapper)
Chip, precedentemente noto come Chipmunk, pseudonimo di Jahmaal Noel Fyffe (Londra, 26 novembre 1990), è un rapper britannico proveniente da Tottenham.

## Biografia
Nel 2008 firma un contratto con la casa discografica Columbia Records/Sony Music UK,, con il quale pubblica cinque singoli che riescono a farsi strada nella classifica dei singoli più venduti nel Regno Unito. In particolar modo Oopsy Daisy riesce ad arrivare sino alla vetta della classifica. Nel 2009 viene pubblicato il suo album studio di debutto, intitolato I Am Chipmunk in 2009, che arriva alla seconda posizione della classifica degli album più venduti nel Regno Unito. Segue l'album Transition pubblicato il 18 aprile 2011.
Nel 2008, Chipmunk è stato nominato nella categoria "best newcomer" ai MOBO Awards. È stato in seguito rivelato che il rapper ha vinto sia nella categoria "Best UK Newcomer" che nella categoria "Best Hip-Hop act". Ha nuovamente vinto il MOBO Award nella categoria "Best Hip-Hop Act" nel 2009. Inoltre Chipmunk, insieme ad Emeli Sandé, hanno vinto il riconoscimento di "miglior singolo britannico" per il brano Diamond Rings. Per lo stesso brano, Chipmunk ha vinto un Mp3 Award agli Mp3 Music Awards 2009, evento promosso da MTV.

## Discografia
- 2009 – I Am Chipmunk
- 2011 – Transition
- 2017 – League of My Own II
- 2018 – Ten10
- 2020 – Insomnia (con Skepta e Young Adz)